# Patrick Verschueren
Patrick Verschueren (Mechelen, 12 september 1962) is een Belgisch voormalig professioneel wielrenner. Hij reed voor onder meer Lotto.

## Belangrijkste overwinningen
1988
- Schaal Sels

## Resultaten in voornaamste wedstrijden
| Jaar | Ronde van Italië | Ronde van Frankrijk | Ronde van Spanje |
| ---- | ---------------- | ------------------- | ---------------- |
| 1986 |                  |                     |                  |
| 1987 |                  | 125e                |                  |
| 1988 |                  |                     |                  |
| 1989 |                  |                     |                  |
| 1990 |                  | 129e                |                  |
| 1991 |                  | 130e                |                  |
| 1992 |                  | opgave              |                  |

| Jaar | Milaan-San Remo | Gent-Wevelgem | Ronde van Vlaanderen | Parijs-Roubaix | Amstel Gold Race | Luik-Bast.‑Luik | Omloop Het Volk |
| ---- | --------------- | ------------- | -------------------- | -------------- | ---------------- | --------------- | --------------- |
| 1986 |                 |               |                      |                |                  | 42e             |                 |
| 1987 |                 |               |                      |                |                  | 92e             |                 |
| 1988 |                 |               | 53e                  |                |                  |                 |                 |
| 1989 |                 | 16e           |                      |                | 92e              | 103e            | 10e             |
| 1990 | 109e            | 140e          |                      |                |                  |                 |                 |
| 1991 |                 |               |                      | 95e            | 105e             |                 |                 |
| 1992 | 155e            |               |                      | 71e            |                  | 72e             |                 |